# Sommer-Paralympics 2012/Teilnehmer (Südafrika)
| stlisierte Goldmedaille | stlisierte Silbermedaille | stlisierte Bronzemedaille |
| ----------------------- | ------------------------- | ------------------------- |
| 8                       | 12                        | 9                         |

Südafrika entsandte zu den Paralympischen Sommerspielen 2012 in London 62 Sportler – 17 Frauen und 45 Männer.

## Teilnehmer nach Sportart

### Leichtathletik
Frauen:
- Ilse Hayes
- Anrune Liebenberg
- Zandile Nhlapo
- Johanna Pretorius
- Ntombizanele Situ
- Chenelle van Zyl

Männer:
- Tshepo Bhebe
- Dyan Buis
- Andrea Dalle Ave
- Pieter du Preez
- Charl du Toit
- Arnu Fourie
- Hilton Langenhoven
- Michael Louwrens
- Teboho Mokgalagadi
- Jan Nehro
- Jonathan Ntutu
- Oscar Pistorius
- Samkelo Radebe
- Casper Schutte
- Union Sekailwe
- Zivan Smith
- Marius Stander
- Duane Strydom
- Fanie van der Merwe
- Ernst van Dyk

### Radsport
Frauen:
- Roxanne Burns Road+Track
- Madre Carinus R

Männer:
- Stuart Mc Creadie R
- Jaco Nel R+T
- Ernst van Dyk R
- Gerhard Viljoen R

### Reiten
Frauen:
- Philippa Johnson
- Marion Milne
- Wendy Moller

Männer:
- Anthony Dawson

### Rollstuhlbasketball
Männer:
- Justin Govender
- Siphamandla Gumbi
- Stuart Jellows
- Kyle Louw
- Luvuyo Mbande
- Gift Mooketsi
- Richard Nortje
- Kobus Oeschger
- Marius Papenfus
- Marcus Retief
- Samuel van Niekerk
- Jacobus Velloen

### Rollstuhltennis
Frauen:
- Kgothatso Montjane

Männer:
- Evans Maripa
- Sydwell Mathonsi
- Lucas Sithole

### Rudern
Frauen:
- Sandra Khumalo

### Schwimmen
Frauen:
- Renette Bloem
- Natalie du Toit
- Emily Gray
- Marike Naude
- Shireen Sapiro

Männer:
- Charles Bouwer
- Achmat Hassiem
- Hendri Herbst
- Kevin Paul
- Tadhg Slattery